# Micromyrtus erichsenii
Micromyrtus erichsenii là một loài thực vật có hoa trong Họ Đào kim nương. Loài này được Hemsl. mô tả khoa học đầu tiên năm 1905.